# Lijst van parishes van het eiland Man

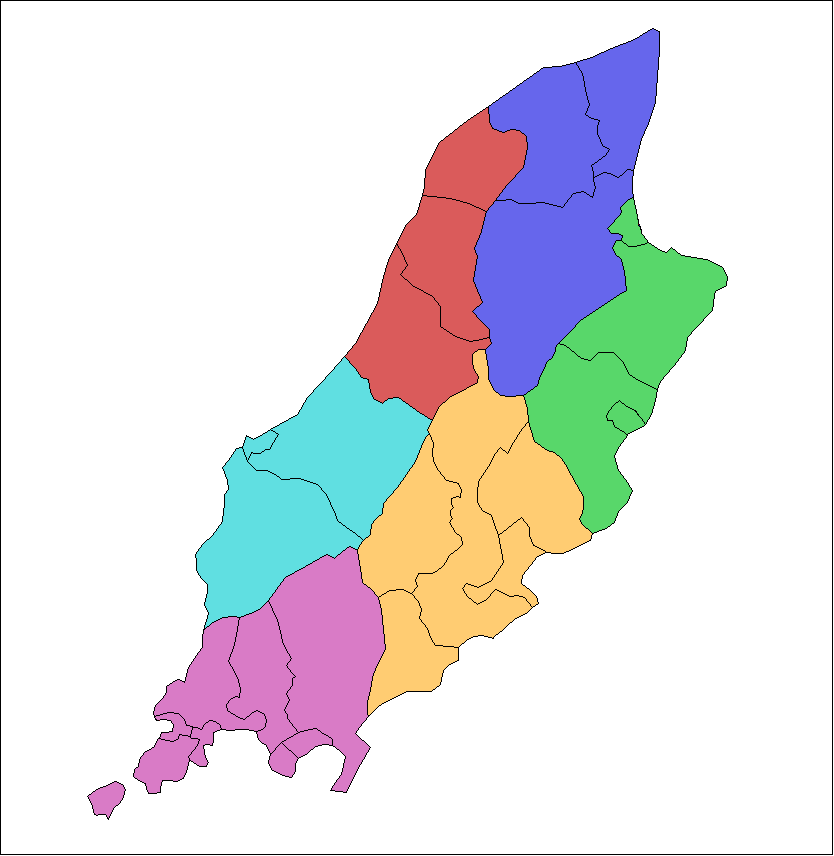
Sheadings en districten van het eiland Man.

Het eiland Man is Brits Kroonbezit en heeft zeventien historische parishes (parochies). Tot mei 2016 was het eiland verdeeld in 24 districten voor administratieve doeleinden. Sindsdien zijn er de volgende vormen van administratief bestuur: vijftien parishes, vier towns en vijf villages (dorpen).
De wijzingen in mei 2016 bestonden uit het samenvoegen van drie districten tot de parish district Garff, te weten de districten van Laxey, Lonan en Maughold. In 2020 werden de districten Arbory en Rushen samengevoegd tot Arbory and Rushen, waarmee het aantal administratieve districten werd verlaagd tot 21, te weten vier towns, twee districts (Michael en Onchan), twee village districts (Port Erin en Port St Mary) en dertien parish districts.

## Parishesen andere indelingen
| Afbeelding | Naam         | Status  | Sheading | Populatie | Coordinaten           | Kaart | Zie ook                                            |
| ---------- | ------------ | ------- | -------- | --------- | --------------------- | ----- | -------------------------------------------------- |
|            | Andreas      | Parish  | Ayre     | 1.397     | 54° 22′ NB, 4° 26′ WL |       | Kirk Andreas                                       |
|            | Arbory       | Parish  | Rushen   | 1.847     | 54° 6′ NB, 4° 41′ WL  |       | Arbory Church                                      |
|            | Ballaugh     | Parish  | Michael  | 1.032     | 54° 19′ NB, 4° 33′ WL |       | Ballaugh Old Church                                |
|            | Braddan      | Parish  | Middle   | 3.621     | 54° 9′ NB, 4° 30′ WL  |       | Old Kirk Braddan                                   |
|            | Bride        | Parish  | Ayre     | 382       | 54° 23′ NB, 4° 24′ WL |       | Bride Church                                       |
|            | Castletown   | Town    | Rushen   | 3.216     | 54° 4′ NB, 4° 39′ WL  |       | Castle Rushen, Old House of Keys, St Mary's Chapel |
|            | Douglas      | Stad    | Middle   | 26.997    | 54° 9′ NB, 4° 29′ WL  |       | St Thomas' Church, Loch Promenade Methodist Church |
|            | German       | Parish  | Glenfaba | 966       | 54° 13′ NB, 4° 41′ WL |       | Tynwald Hill, St John's Chapel                     |
|            | Jurby        | Parish  | Michael  | 776       | 54° 21′ NB, 4° 33′ WL |       | Jurby Church                                       |
|            | Laxey        | Village | Garff    | 1.676     | 54° 14′ NB, 4° 24′ WL |       |                                                    |
|            | Lezayre      | Parish  | Ayre     | 1.276     | 54° 19′ NB, 4° 25′ WL |       |                                                    |
|            | Lonan        | Parish  | Garff    | 1,579     | 54° 11′ NB, 4° 25′ WL |       | Lonan Old Church                                   |
|            | Malew        | Parish  | Rushen   | 2,167     | 54° 6′ NB, 4° 39′ WL  |       | Kirk Malew                                         |
|            | Marown       | Parish  | Middle   | 2.246     | 54° 11′ NB, 4° 34′ WL |       | Old St Runius' Church                              |
|            | Maughold     | Parish  | Garff    | 985       | 54° 18′ NB, 4° 19′ WL |       | Kirk Maughold                                      |
|            | Michael      | Parish  | Michael  | 1.591     | 54° 17′ NB, 4° 35′ WL |       | Michael Church                                     |
|            | Onchan       | Parish  | Middle   | 9.128     | 54° 10′ NB, 4° 27′ WL |       | Onchan Church                                      |
|            | Patrick      | Parish  | Glenfaba | 1.576     | 54° 12′ NB, 4° 42′ WL |       |                                                    |
|            | Peel         | Town    | Glenfaba | 5.374     | 54° 13′ NB, 4° 41′ WL |       | Kathedraal van Peel, St Peter's Church             |
|            | Port Erin    | Village | Rushen   | 3.484     | 54° 5′ NB, 4° 45′ WL  |       |                                                    |
|            | Port St Mary | Village | Rushen   | 1.916     | 54° 4′ NB, 4° 44′ WL  |       |                                                    |
|            | Ramsey       | Town    | Garff    | 7,845     | 54° 19′ NB, 4° 23′ WL |       |                                                    |
|            | Rushen       | Parish  | Rushen   | 1.537     | 54° 5′ NB, 4° 45′ WL  |       | Rushen Abbey                                       |
|            | Santon       | Parish  | Middle   | 700       | 54° 7′ NB, 4° 35′ WL  |       | Santon Church                                      |